# 小泉又一
小泉 又一（こいずみ またいち、慶応元年5月20日（1865年6月13日） - 大正5年（1916年）5月16日）は、日本の文部官僚・教育者。族籍は兵庫県士族。

## 経歴
兵庫県出身。小泉吉善の長男。姫路中学校を経て、1887年（明治20年）に東京高等師範学校を卒業。沖縄県尋常師範学校教諭、沖縄県学務課長心得、沖縄県尋常師範学校校長補、徳島尋常中学校教諭、福岡県尋常師範学校教諭、同教頭、同校長、和歌山県第一尋常中学校校長を歴任した。1899年（明治32年）、東京高等師範学校教授・同附属小学校主事に転じ、1905年（明治38年）からは同附属中学校主事も兼ねた。1909年（明治42年）より、文部省視学官となり、後に督学官となった。死去の直前の1916年（大正5年）5月13日に東京女子高等師範学校教授に任命された。
東京高等師範学校附属小学校主事時代に初等教育研究会を創設し、雑誌『教育研究』を発刊。さらに小学校教員のための冬期講習会を開催した。

## 栄典
- 1893年（明治26年）12月16日 - 従七位[5]

## 著作
著書

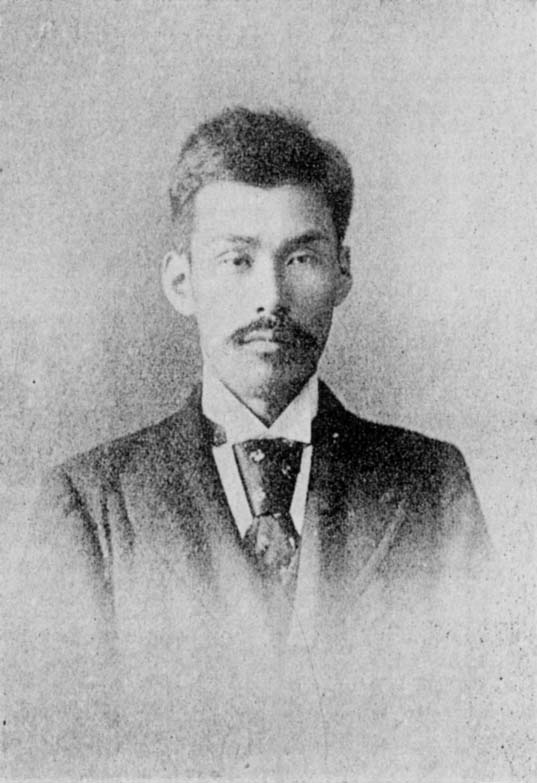
小泉又一

- 『教育史』 大日本図書、1904年2月
  - 石川松太郎監修 『日本教育史 10』 雄松堂出版〈教育史善本叢書〉、1988年1月
- 『教育学』 大日本図書、1904年2月
  - 『修正 教育学』 大日本図書、1913年10月訂正五版
  - 『増訂 教育学』 大日本図書、1915年11月訂正六版
- 『教育的心理学』 大日本図書、1904年2月
  - 『修正 教育的心理学』 大日本図書、1913年9月訂正六版
  - 『増訂 教育的心理学』 大日本図書、1915年11月訂正八版
- 『小学校各教科 教授法』 乙竹岩造共編、大日本図書、1904年4月
  - 『小学校各教科 教授法』 乙竹岩造共編、大日本図書、1907年11月訂正五版
  - 『小学校各教科 教授法』 乙竹岩造共編、大日本図書、1908年2月訂正六版
  - 『改訂 小学校各教科 教授法』 乙竹岩造共編、大日本図書、1910年11月訂正七版
  - 『修正 小学校各教科 教授法』 乙竹岩造共編、大日本図書、1913年10月訂正八版
  - 『修正 小学校各教科 教授法』 乙竹岩造共編、大日本図書、1914年1月訂正九版
- 『普通教育学』 大日本図書、1904年10月
  - 『改訂 普通教育学』 大日本図書、1913年4月訂正四版
- 『欧米教育の実際』 大日本図書、1905年5月
- 『小学校管理法』 大日本図書、1905年12月
  - 『改訂 小学校管理法』 大日本図書、1910年12月訂正五版
  - 『改訂 小学校管理法』 大日本図書、1911年3月訂正六版
  - 『修正 小学校管理法』 大日本図書、1913年12月訂正七版
- 『教育小説 棄石』 同文館、1907年5月
- 『近世教育史』 大日本図書、1907年12月
  - 『修正 近世教育史』 大日本図書、1913年10月訂正五版
- 『論理学』 大日本図書、1908年2月
  - 『修正 論理学』 大日本図書、1913年10月訂正三版
- 『実際的小学校教授法』上下巻、水戸部寅松共著、大日本図書、1913年6月-1918年5月

## 関連文献
- 「噫小泉前主幹」（初等教育研究会編輯 『教育研究』第152号、1916年6月）
- 『教育』第405号（故小泉又一君追悼記念号）、茗渓会、1916年12月
- 「小泉又一」（大泉溥編纂 『日本心理学者事典』 クレス出版、2003年2月、ISBN 4877331719）